# La Vallée-au-Blé
La Vallée-au-Blé ist eine französische Gemeinde mit 358 Einwohnern (Stand 1. Januar 2022) im Département Aisne der Region Hauts-de-France. Sie gehört zum Arrondissement Vervins und zum Gemeindeverband Thiérache du Centre. Die Einwohner werden Vallibladiens genannt.

## Geographie
Die Gemeinde La Vallée-au-Blé liegt etwa 20 Kilometer von der belgischen Grenze entfernt, acht Kilometer westlich von Vervins und rund 40 Kilometer östlich von Saint-Quentin. Nachbargemeinden von La Vallée-au-Blé sind Marly-Gomont im Norden, Haution im Osten, Voulpaix im Südosten, Lemé im Südwesten, Le Sourd im Westen sowie Proisy im Nordwesten (Berührungspunkt).

### Geologie und Relief
La Vallée-au-Blé ist eine Gemeinde in der Thiérache im Einzugsgebiet der Seine; die Landschaft ist von Gehölzen geprägt. Die Gemeinde liegt auf einem Plateau zwischen 164 und 186 Höhenmetern. Das Plateau entstand in der Oberen Kreide. Das seismische Risiko ist gering. Im Südwesten der Kommune findet sich der Wald le bois de la Cailleuse, der zum Teil zur Gemeinde Lemé gehört.

### Klima
In La Vallée-au-Blé herrscht wie in der gesamten Region der Picardie ein gemäßigtes Seeklima. Die Wetteraufzeichnung ist sehr ähnlich derer von Vervins.
Wetteraufzeichnungen von La Vallée-au-Blé
| Monat                                     | JAN | FEB | MÄR | APR  | MAI  | JUN  | JUL  | AUG  | SEP  | OKT  | NOV | DEZ  | Ø Jahr |
| ----------------------------------------- | --- | --- | --- | ---- | ---- | ---- | ---- | ---- | ---- | ---- | --- | ---- | ------ |
| Temperaturen maximal im Durchschnitt (°C) | 5   | 7   | 10  | 15,3 | 19   | 22,6 | 24   | 23,9 | 21   | 14,6 | 8,9 | 5,3  | 14,7   |
| Temperaturen minimal im Durchschnitt (°C) | −1  | −1  | 1   | 4,3  | 7,7  | 11   | 13   | 12,2 | 9,4  | 6,1  | 2,3 | −0,7 | 5,4    |
| Durchschnittstemperatur (°C)              | 2   | 3,3 | 5,7 | 9,8  | 13,3 | 16,7 | 18,7 | 18,3 | 15,5 | 10,1 | 5,6 | 2,3  | 10,1   |

## Geschichte
La Vallée-aux-Bleds wurde 1829 aus den Gemeinden Lemé und Voulpaix ausgemeindet und neu gegründet. Am 21. Juni 1961 wurde der Gemeindename La Vallée-aux-Bleds in La Vallée-au-Blé geändert.

### Bevölkerungsentwicklung
| Jahr                       | 1962 | 1968 | 1975 | 1982 | 1990 | 1999 | 2007 | 2016 |
| -------------------------- | ---- | ---- | ---- | ---- | ---- | ---- | ---- | ---- |
| Einwohner                  | 406  | 450  | 405  | 413  | 366  | 342  | 292  | 363  |
| Quellen: Cassini und INSEE |      |      |      |      |      |      |      |      |

## Sehenswürdigkeiten

### Kirche Saint-Michel
Die Kirche von La Vallée-au-Blé ist dem Erzengel Michael gewidmet. Sie wurde 1957 am Platz der Vorgängerkirche erbaut, die durch einen Flugzeugabsturz in der Nacht vom 17. zum 18. Mai 1940 zerstört wurde. Im Vergleich zum vormaligen Bau hat der Neubau kein Querschiff mehr.

### Rathaus und Festsaal
Rathaus und Festsaal liegen im gleichen Gebäude, das 1952 erbaut wurde. Auch dessen Vorgängerbau an der gleichen Stelle wurde durch einen Flugzeugabsturz zu Beginn des Zweiten Weltkriegs zerstört.

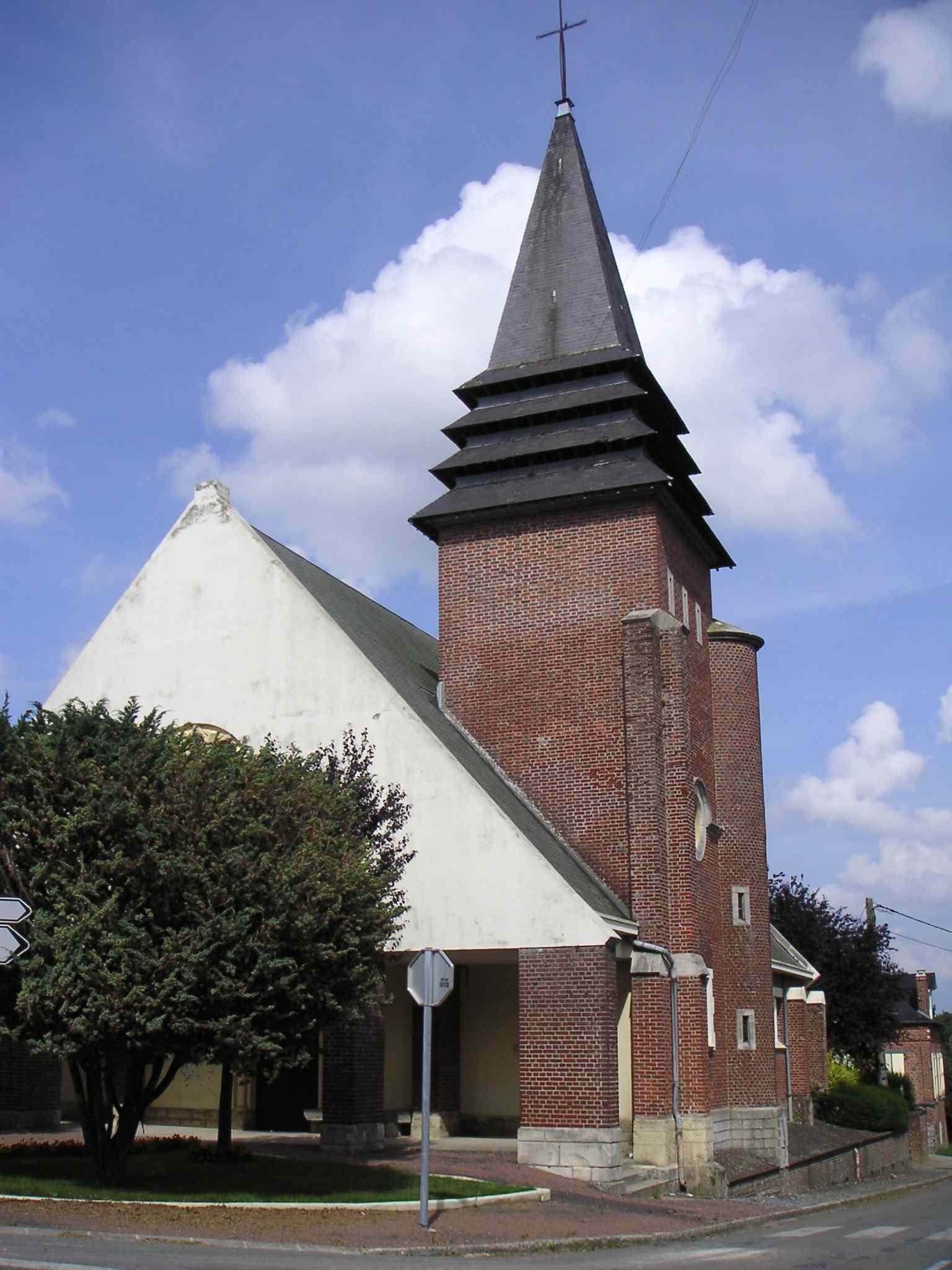
Kirche Saint-Michel
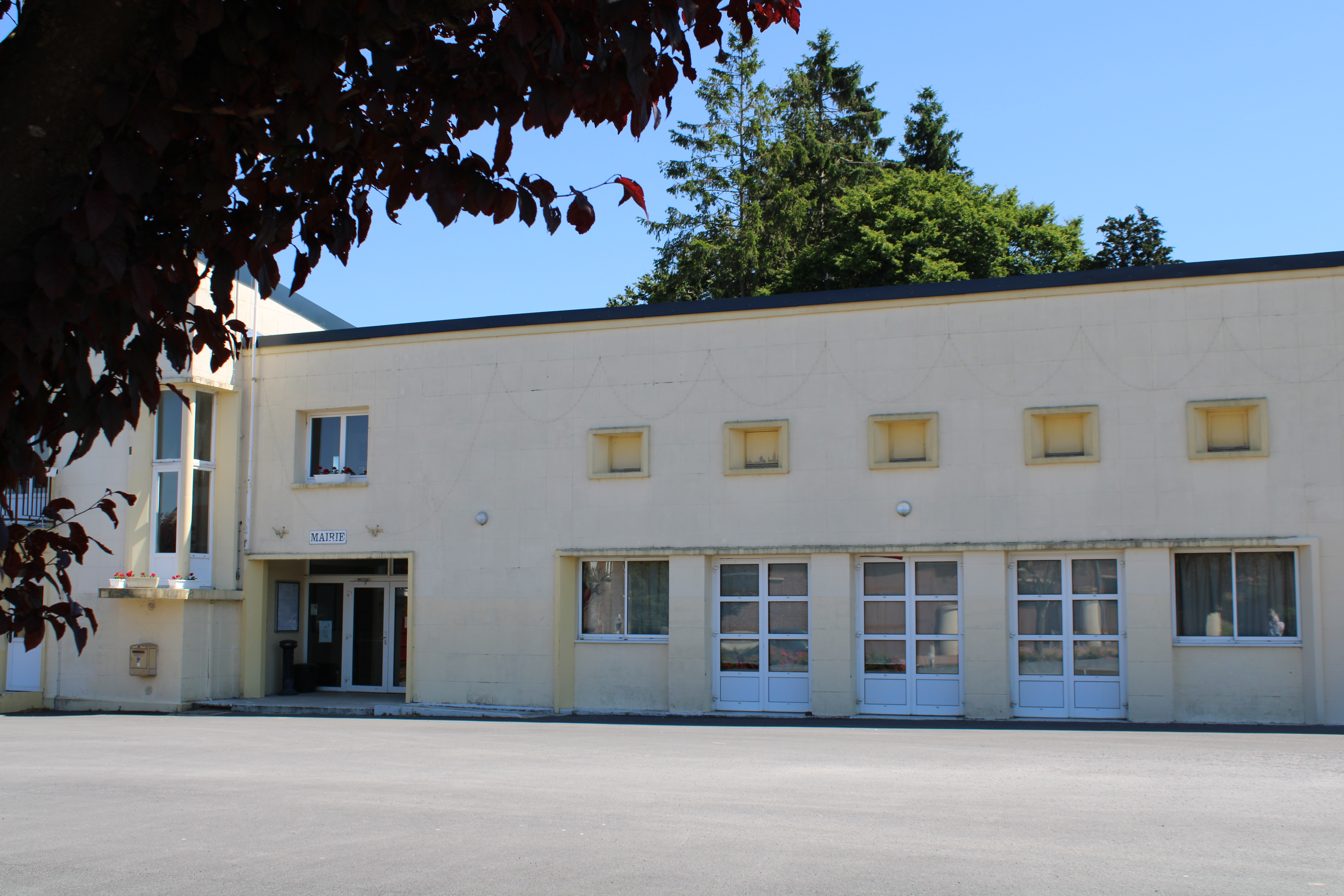
Mairie und Gemeindefestsaal
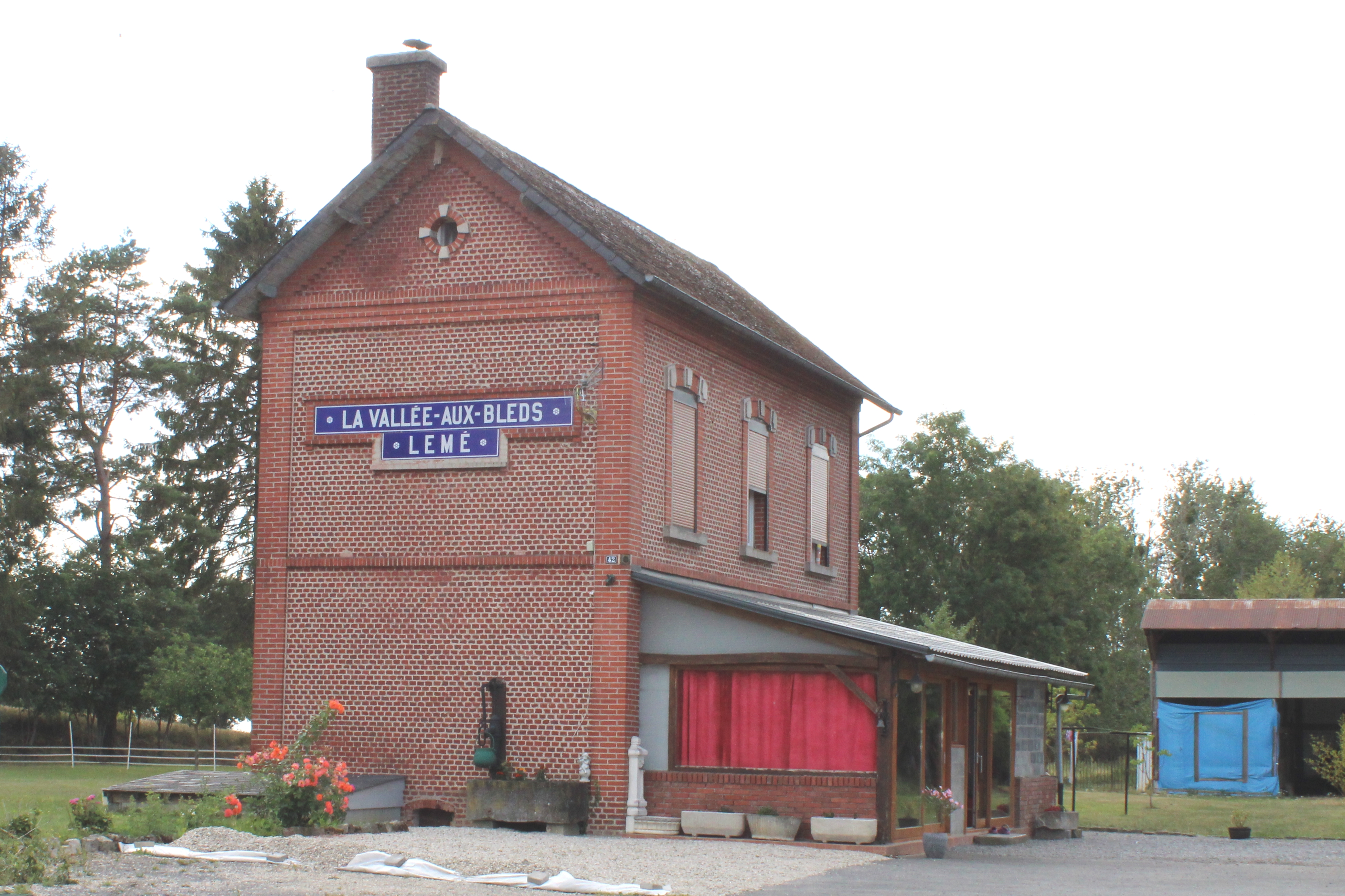
Bahnhof
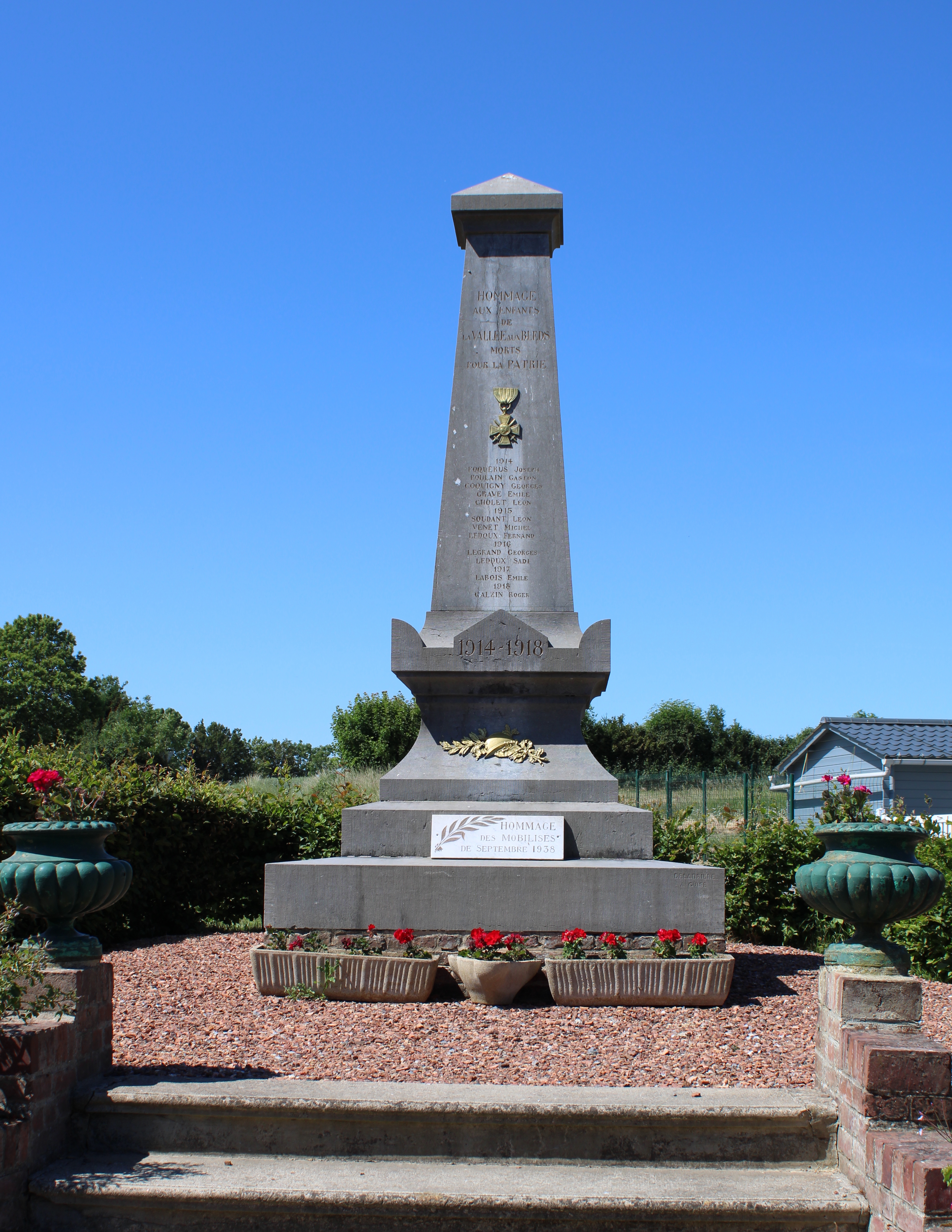
Gefallenendenkmal

## Infrastruktur

### Bildung
Im Gegensatz zu den angrenzenden Kommunen im Kanton hält La Vallée-au-Blé einen Kindergarten und eine Grundschule vor.

### Verkehr
La Vallée-au-Blé liegt an der Departementsstraße 960 (Vervins-Guise-Cambrai), rund acht Kilometer westlich von Vervins und rund 13 Kilometer südöstlich von Guise. Daneben durchquert die Departementsstraße 492 den Ort, die nach Lemé und Haution führt.

### Wasserwerk
Ein Wasserwerk wurde von der Kommune zu Beginn der 1960er Jahre erbaut. Es versorgt die Kommune sowie die Kommunen Voulpaix und Lemé.

### Seniorenwohnheim
La Vallée-au-Blé verfügt über ein Seniorenwohnheim mit 84 Betten, das zwischen 2006 und 2008 am Platz des Vorgängerbaus (geschlossen am Anfang der 2000er) erbaut wurde. Das Heim kann an Alzheimer Erkrankte aufnehmen.

## Persönlichkeiten
- Jean Dagnaux (1891–1940), französischer Kampfpilot, stürzte in der Nacht vom 17. zum 18. Mai 1940 mit seinem Flugzeug in La Vallée-au-Blé ab und starb dabei.
- Die Familie Garin spielte eine wichtige Rolle in La Vallée-au-blé, sie gründete eine Landwirtschaftsmaschinenfabrik.